# Post-Sanctus
Als Post-Sanctus (auch Postsanctus)  wird in der Liturgiewissenschaft ein Gebet bezeichnet, das in mehreren Ritusgemeinschaften als oratio post Sanctus (‚Gebet nach dem Sanctus‘) nach dem Sanctus und zu Beginn des eucharistischen Hochgebets in der heiligen Messe bzw. des Abendmahlsgottesdienstes gesprochen wird.
Das Post-Sanctus greift den Lobpreis Gottes als heilig und hochgelobt im Sanctus auf und leitet über zur Bitte um die Herabkunft des Heiligen Geistes (Epiklese) und zu den Einsetzungsworten. Es gehört zu den Präsidialgebeten und wird vom Zelebranten des Gottesdienstes gesprochen.
Eine prägnante, christologisch geprägte Formulierung des Postsanctus findet sich im frühmittelalterlichen Missale Gothicum des gallikanischen Ritus:

„Vere Sanctus, vere benedictus Dominus noster Jesus Christus Filius tuus, manens in caelis, manifestatus in terris. Ipse enim pridie quam pateretur accepit panem...“
„Wahrhaft heilig, wahrhaft gepriesen ist unser Herr Jesus Christus, dein Sohn, wohnhaft im Himmel, offenbart auf Erden. Er nahm am Abend vor seinem Leiden das Brot...“

Das Post-Sanctus war neben dem gallikanischen Ritus auch Bestandteil des ambrosianischen, mozarabischen und keltischen Ritus.

## Römischer Ritus
Der Canon Romanus des römischen Ritus der heiligen Messe, der lange das bestimmende und einzige Hochgebet der römisch-katholischen Kirche war, enthält kein Post-Sanctus und keine Epiklese, im Gegensatz zu den nach dem Zweiten Vatikanischen Konzil neu formulierten Hochgebeten. Die knappste Formulierung hat das Post-Sanctus im zweiten Hochgebet; sie lautet:

„Ja, du bist heilig, großer Gott, du bist der Quell aller Heiligkeit.
Epiklese: Sende deinen Geist auf diese Gaben herab...“

Das dritte und vierte Hochgebet haben ein um einen anamnetischen Lobpreis erweitertes Post-Sanctus, so im dritten Hochgebet:

„Ja, du bist heilig, großer Gott, und alle deine Werke verkünden dein Lob. Denn durch deinen Sohn, unseren Herrn Jesus Christus, und in der Kraft des Heiligen Geistes erfüllst du die ganze Schöpfung mit Leben und Gnade.
Bis ans Ende der Zeiten versammelst du dir ein Volk, damit deinem Namen das reine Opfer dargebracht werde vom Aufgang der Sonne bis zum Untergang.
Epiklese: Heilige unsere Gaben durch deinen Geist...“

Das Post-Sanctus im vierten Hochgebet hat den umfangreichsten anamnetisch-doxologischen Teil. Wie das erste Hochgebet wird Gott der Vater angesprochen; es ist heilsgeschichtlich ausgerichtet und erinnert an die Schöpfung des Menschen als Gottes Bild, an das immer neue Angebot des Bundes, die Menschwerdung des Sohnes und Leben und Wirken Jesu bis zum Pascha-Mysterium von Tod und Auferstehung Jesu sowie der Gabe des Geistes, „der alle Heiligung vollendet“.
An Sonn- und Feiertagen kann das Post-Sanctus im zweiten und dritten Hochgebet durch Einschübe erweitert werden, etwa an Sonntagen:

„Darum kommen wir vor dein Angesicht und feiern in Gemeinschaft mit der ganzen Kirche den ersten Tag der Woche als den Tag, an dem Christus von den Toten auferstanden ist. Durch ihn, den du zu deiner Rechten erhöht hast, bitten wir dich:“

## Lutherische Agenden
Die Agende I (1955), Form B, enthielt für den Abendmahlsgottesdienst „ein Novum in der Geschichte der neueren evangelischen Agenden – ein weit ausschwingendes eucharistisches Gebet (‚Postsanctus‘), das einen Lobpreis Gottes, eine sich auf die Kommunikanten beziehende Epiklese, die Einsetzungsworte (Konsekration), eine Anamnese mit ökumenisch-eschatologischem Ausblick, das Vaterunser und den Friedensgruß umfaßt“. Das Postsanctus lautete:

„Gelobet seist du, Herr des Himmels und der Erde, daß du dich über deine Geschöpfe erbarmt und deinen eingeborenen Sohn in unser Fleisch gesandt hast. Wir danken dir für die Erlösung, die du uns bereitet hast durch das heilige, allgenugsame Opfer seines Leibes und Blutes am Stamm des Kreuzes. In seinem Namen und zu seinem Gedächtnis versammelt, bitten wir dich, Herr:“

Dieser Text war eine Neuschöpfung in Aufnahme von Motiven altkirchlicher Eucharistiegebete (Schöpfung, Inkarnation, Versöhnungstod). Die Formulierung „seines Leibes und Blutes“ betont die Realpräsenz, die Rede vom „allgenugsamen Opfer“ soll sicherstellen, dass die Eucharistiefeier nicht als Wiederholung des Geschehens auf Golgota verstanden wird.

Im Evangelischen Gottesdienstbuch hat dieses Gebet folgende Fassung: 

„Gelobet seist du, Gott des Himmels und der Erde. Du hast dich über deine Geschöpfe erbarmt und deinen Sohn Mensch werden lassen. Wir danken dir für die Erlösung, die er am Kreuz für uns vollbracht hat. Wir bitten dich:“

Es gibt im Gottesdienstbuch weitere Postsanctus-Gebete zur Auswahl. Das Postsanctus kann aber auch ganz entfallen.